# Wołodymyr Anufrijenko
Wołodymyr Mykołajowycz Anufrijenko, ukr. Володимир Миколайович Ануфрієнко, ros. Владимир Николаевич Ануфриенко, Władimir Nikołajewicz Anufrijenko (ur. 15 marca 1937 w Kraju Zabajkalskim, Rosyjska FSRR, zm. 30 kwietnia 2009 w Kijowie) – ukraiński piłkarz, grający na pozycji obrońcy, trener piłkarski.

## Kariera piłkarska

### Kariera klubowa
Urodził się w Kraju Zabajkalskim, ale potem z rodzicami przeniósł się do Kijowa. Absolwent kijowskiej FSzM (Futbolnej Szkoły Młodzieżowej) (1954–1957). Debiutował w rezerwowym składzie Dynama Kijów w 1956 roku. Od 1959 w podstawowej jedenastce. W 1963 roku przeszedł do Dnipra Dniepropietrowsk. W 1967 roku przeniósł się do Krywbasa Krzywy Róg, ale wkrótce powrócił do Dnipra. W 1970 występował w SK Prometej Dnieprodzierżyńsk. W 1971 zakończył piłkarską karierę w Krywbasie Krzywy Róg.

## Kariera trenerska
Po zakończeniu kariery piłkarskiej w pracował na stanowisku trenera. Od 1973 pracował w Republikańskim Dworcu Pionierów w Kijowie. Był jednym z założycieli znanej szkoły piłkarskiej Dnipro-75 Dniepropietrowsk w 1975. Jednym z jego wychowanków jest znany piłkarz i trener Anatolij Demjanenko. Od 1980 trenował Temp Kijów. Od 1985 pracował w Internacie dla dzieci-sierot. 30 kwietnia 2009 zmarł.

## Sukcesy i odznaczenia

### Sukcesy klubowe
- mistrz ZSRR: 1961
- wicemistrz ZSRR: 1960

### Odznaczenia
- tytuł Mistrz Sportu ZSRR: 1960
- tytuł Zasłużony Trener ZSRR: 1986